# París-Tours 2004
La París-Tours 2004 fue la 98.ª edición de la clásica París-Tours. Se disputó el 10 de octubre de 2004 y el vencedor final fue el neerlandés Erik Dekker del equipo Rabobank.
Fue la novena carrera de la Copa del Mundo de Ciclismo de 2004.

## Clasificación general
|    | Ciclista         | Equipo                 | Tiempo     |
| -- | ---------------- | ---------------------- | ---------- |
| 1  | Erik Dekker      | Rabobank               | 5h 33' 03" |
| 2  | Danilo Hondo     | Team Gerolsteiner      | m. t.      |
| 3  | Óscar Freire     | Rabobank               | m. t.      |
| 4  | Allan Davis      | Liberty Seguros        | m. t.      |
| 5  | Stuart O'Grady   | Cofidis                | m. t.      |
| 6  | Paolo Bettini    | Quick Step-Davitamon   | m. t.      |
| 7  | Matthias Kessler | T-Mobile Team          | m. t.      |
| 8  | Uroš Murn        | Phonak Hearing Systems | m. t.      |
| 9  | Jaan Kirsipuu    | AG2R Prévoyance        | m. t.      |
| 10 | Eddy Mazzoleni   | Saeco                  | m. t.      |